# Museo del tartufo Tru.Mu.
Il Museo del tartufo Tru.Mu. è un museo ubicato a Borgofranco sul Po, frazione del comune di Borgocarbonara, in provincia di Mantova, paese del tartufo bianco.
Il museo è stato creato nel 2007 come percorso di scoperta scientifica del tartufo nel mantovano.
I visitatori, divisi in due categorie (adulti e bambini), vengono accompagnati in un itinerario che si addentra nel mondo del tartufo scoprendone segreti e curiosità. Oltre alle informazioni scientifiche, vengono dati dettagli sull'addestramento del cane da tartufo, sulla cucina e sulle tecniche di conservazione.
All'esterno, un parco didattico che mette alla prova i bambini su quanto hanno imparato sul tartufo.